# Joel Cassells
Joel Cassells (Ballymoney, 15 de junio de 1994) es un deportista británico que compitió en remo.
Ganó dos medallas en el Campeonato Mundial de Remo, en los años 2015 y 2016, y dos medallas de oro en el Campeonato Europeo de Remo, en los años 2015 y 2016.

## Palmarés internacional
| Campeonato Mundial | Campeonato Mundial      | Campeonato Mundial | Campeonato Mundial     |
| Año                | Lugar                   | Medalla            | Prueba                 |
| ------------------ | ----------------------- | ------------------ | ---------------------- |
| 2015               | Aiguebelette (Francia)  | Medalla de oro     | Dos sin timonel ligero |
| 2016               | Róterdam (Países Bajos) | Medalla de bronce  | Dos sin timonel ligero |
| Campeonato Europeo |                         |                    |                        |
| Año                | Lugar                   | Medalla            | Prueba                 |
| 2015               | Poznań (Polonia)        | Medalla de oro     | Dos sin timonel ligero |
| 2016               | Brandeburgo (Alemania)  | Medalla de oro     | Dos sin timonel ligero |